# إيمان الغامدي
إيمان الغامدي واسمها الكامل إيمان بنت عبد الله الغامدي سعودية. في سبتمبر 2017، تم تعيينها مساعدةً لرئيس بلدية محافظة الخبر في المنطقة الشرقية لتقنية المعلومات ورئاسة الخدمات النسائية، مما يجعلها أول الإناث التي تشغل منصب حكومي رفيع المستوى في المملكة العربية السعودية. وجاء ذلك بعد فترة وجيزة من رفع الحظر المفروض على السائقات بينما تتخذ السعودية المحافظة خطوات لتحديث صورتها.

## تعيينها مساعدة لرئيس بلدية الخبر
في إطار سعي السعودية إلى رفع نسبة تولي النساء للمناصب القيادية، وفي خطة تهدف إلى تطوير العمل البلدي في أمانة المنطقة الشرقية، وتحقيقاً لرؤية 2030، أصدر أمين المنطقة الشرقية فهد بن محمد الجبير قراراً يقضي بتعيين إيمان الغامدي مساعدة لرئيس بلدية محافظة الخبر لتقنية المعلومات ورئاسة قسم الخدمات النسائية كأول امرأة سعودية تشغل هذا المنصب في العمل البلدي، وهو الأول من نوعه على مستوى أمانة المنطقة الشرقية.

قال أمين المنطقة الشرقية فهد بن محمد الجبير:

### المرأة في رؤية السعودية 2030
ركزت رؤية 2030 على إشراك المرأة السعودية في الحياة العملية بشكل أكبر وفعال من خلال توليها المناصب القيادية في العديد من المجالات المختلفة، وتضمنت الرؤية رفع نسبة مشاركة المرأة في سوق العمل من %22 إلى %30.